# Francisco Montaigú
Francisco Montaigú de la Perille (Francia, siglo XVII- La Coruña, 1733) fue un brigadier e ingeniero militar español de origen francés.

## Biografía
Durante la guerra de sucesión española, en 1708 fue nombrado ingeniero en jefe en Flandes y en 1709 fue ascendido a coronel. Desde Cataluña, donde había participado en el Sitio de Barcelona, se trasladó a Mallorca en 1716 para realizar un proyecto de ingeniería en la capital.
Es destinado a La Coruña en 1721, primero como ingeniero en jefe y desde 1726 como ingeniero director de Galicia.
Entre 1722 y 1730 proyectó la reforma del Hospital Militar de La Coruña, la ampliación de la ciudad, el diseño del barrio de la Pescadería, la fortificación de los castillos de San Antón y San Diego, al tiempo que realizó la construcción del viaje de agua de San Pedro de Visma, el segundo proyecto de abastecimiento de agua que se realizó en La Coruña y una de las obras más importantes en el desarrollo de la ciudad.
A partir de 1726 comenzó a realizar proyectos en Ferrol. Ese mismo año dibujaba el plano de la primera base naval de La Graña de esa ciudad, ampliada en 1728.
Entre 1726 y 1730 realizó la ampliación de las fortificaciones y baterías de la ría de Ferrol y la reforma de los castillos de La Palma y de San Felipe.
En 1732 elaboró dos proyectos de construcción de un arsenal en la ensenada de Ferrol en substitución del astillero de La Graña. Ese mismo año realizaba la primera tentativa de levantar un espacio urbanizado con un desarrollo elemental y un trazado en damero que sirvió de base para el futuro barrio de La Magdalena.
Falleció en La Coruña el 9 de septiembre de 1733, siendo brigadier.